# Mamusta
Mamusta är en ort i Azerbajdzjan.   Den ligger i distriktet Lənkəran Rayonu, i den sydöstra delen av landet, 210 km söder om huvudstaden Baku. Antalet invånare är 4 402.
Terrängen runt Mamusta är platt åt nordost, men åt sydväst är den kuperad. Runt Mamusta är det ganska tätbefolkat, med 120 invånare per kvadratkilometer.. Närmaste större samhälle är Lankaran, 10,6 km norr om Mamusta.
Trakten runt Mamusta består till största delen av jordbruksmark.